# アーチャーリャ・S
アーチャーリャ・S（英語: Acharya S、1960年3月27日 - 2015年12月25日）とは、キリスト神話説を説く著述家である。アーチャーリャ・Sはペンネームで本名はD・M・マードック（Dorothy Milne Murdock）。
アーチャーリャとはインド宗教において法を授け弟子を指導する師匠を意味する。性別は女性で、信条は無神論である。インターネット上でも活動している。彼女のウェブサイトにある自己紹介では国籍や出身地を明言してはいないが、画像（Amazonで彼女の著書のページに行った時にも見る事が出来る）を見る限り、人種的にはヨーロッパ系（白人）のようである。
彼女はカージー・グレイヴス著『磔にされた十六人の世界の救い主』の新版に序文を書いている。

## 経歴
彼女のウェブサイトによると、ドロシー・マードックはフランクリン・アンド・マーシャル大学から、Bachelor of Liberal Artsの古典、ギリシャ文明の学位を受け取った。ドロシー・マードックは、一年間ギリシャでギリシャ語を学んだ。
彼女はごく短期間 (2005-2006)Council for Secular Humanismの Committee for the Scientific Examination of Religion(CSER)の50のフェローその一つとして会議に出席した。
彼女は2005年に、シアトルに自身の著作を刊行するStellar House Publishingを設立した。ウェブサイトによると、彼らは「考古学、歴史、天体神学（Astrotheology）、神話、そして宗教」を専門的に扱うと主張している。

## 著作一覧
- The Christ Conspiracy: The Greatest Story Ever Sold（1999年）ISBN 978-0932813749
- Suns of God: Krishna, Buddha and Christ Unveiled（2004年）ISBN 978-1931882316
- Who Was Jesus? Fingerprints of The Christ（2007年）ISBN 978-0979963100
- Christ in Egypt: The Horus-Jesus Connection（2009年）ISBN 978-0979963117
- The Gospel According to Acharya S（2009年）ISBN 978-0979963124
- The 2010 Astrotheology Calendar（2009年）ISBN 978-0979963131

彼女の著作は映画『ツァイトガイスト』で広範に使用された 。彼女はまたこの映画の顧問を勤めた。
彼女の様々な本で、アーチャーリャは新約聖書を歴史的舞台装置の中で仕立てられた神話的フィクション作品として記述する。彼女はイエス・キリストの物語が「天体神学」あるいは太陽（神）の物語を象徴する、様々な異教神話の改作であると主張する。そしてまた古代天文学の科学を取り入れる。彼女は異教徒たちは物語が神話であることを理解していたが、クリスチャンたちは、ローマ帝国の支配を達成した時に記録を破壊し操作することで痕跡を抹消したと断言する。古代世界において、彼らが広範囲な無教養に至ったことは、イエス物語の神話的本質が隠されることを確実なものとした。
アーチャーリャはイエスの由来、経歴をミトラス、ホルス、アドーニス、クリシュナ、ケツァルコアトル、オーディンのような他の「救世主たる神々」と比較し、相似が太陽神の神話という共通した起源からによる結果だと主張する。

## 参照
1. ↑  “Dorothy Murdock” (英語). ハートフォード・クーラント（英語版）. (2016年1月24日) 2020年12月20日閲覧。
2. ↑  Lake Forest College Program in Greece & Turkey 1981 Dorothy Milne Murdock
3. ↑  ExChristian.net - Tribute to Mythicist D.M. Murdock, 1961-2015
4. ↑  “Who is Acharya S?”. 2008年7月1日閲覧。
5. ↑  “CSER Home / CSER's Mission / JSER / Conference 2005-06”. 2008年8月1日閲覧。
6. ↑  http://www.stellarhousepublishing.com/about.html
7. ↑  “Zeitgeist: The Movie - Interactive Transcript”. 2008年8月1日閲覧。
8. ↑  “Zeitgeist: The Movie - Credits”. 2008年8月1日閲覧。
9. ↑  Murdock (1999) ch 22, The Making of a Myth